# 加佐
加佐（義大利語：Gazzo）是意大利威尼托大区帕多瓦省的市镇。面积为22.71平方公里，2017年人口数量为4,302人。